# سياه بيشة (تشلاو)
سیاه بیشة (بالفارسية: سیاه بیشه) هي قرية تقع في إيران في مازندران.